# Cochlostoma waldemari
Cochlostoma waldemari, ungebräuchlich im Deutschen auch Spitze Walddeckelschnecke genannt, ist eine auf dem Land lebende Schneckenart aus der Familie der Walddeckelschnecken (Cochlostomatidae) in der Ordnung Architaenioglossa ("Alt-Bandzüngler").

## Merkmale
Das rechtsgewundene, kegelförmige bis länglich-kegelförmige Gehäuse von Cochlostoma (Turritus) waldemari  ist 5,7 bis 7,8 mm hoch und 2,7 bis 3,6 mm breit. Es hat 9 bis 10 (8 bis 9) gut gewölbte Windungen mit breiter Basis und sich rasch zum Apex hin verjüngendem Gewinde. Die Windungen sind durch eine tiefe Naht voneinander abgesetzt. Die letzte Windung ist gerundet bis leicht geschultert. Sie steigt auf die Hälfte oder ein Drittel der vorletzten Windung an und ist zur Mündung hin erweitert. Der auffallend vorgezogene Mundsaum ist leicht nach außen umgeschlagen und bildet am inneren Rand eine nach innen gerichtete Krempe. Am Spindel- und Parietalrand kann der Mundsaum leicht geöhrt sein.
Die Oberfläche ist mit hohen, kräftigen Rippen besetzt, die dicht und regelmäßig stehen. Die Rippen stehen schief oder sind unregelmäßig gebogen. Auf den beiden letzten Windungen schwächen sie sich ab, werden dichter und können bis zur Mündung fast vollständig verschwinden. Das Gehäuse ist einfarbig rötlich bis gelblich hornfarben. Die Gehäuse lebender Tiere sind vor allem an den oberen Windungen blaugrau-weißlich bereift.

## Geographische Verbreitung und Lebensraum
Das Verbreitungsgebiet erstreckt sich von Südostösterreich über Slowenien bis nach Kroatien. Die Art kommt aber nicht in den Küstenregionen vor, sondern deutlich landeinwärts. Sie lebt auf oder an Felsen, aber auch am Fuß der Felsen im Gras. In den Karawanken kommt die Art von etwa 600 bis 1200 m über Meereshöhe vor.

## Taxonomie
Das Taxon wurde 1897 von Anton Josef Wagner als Pomatias (Auritus) waldemari beschrieben. Wilhelm Kobelt transferierte sie in die Gattung Cochlostoma, Untergattung Auritus. Die Art wird heute von der Fauna Europaea als Cochlostoma (Turritus) waldemari (A. J. Wagner, 1897) geführt.

## Belege

### Online
- AnimalBase - Cochlostoma waldemari